# Narrogin
Narrogin – miejscowość w Australii Zachodniej położona 192 km na południowy wschód od stolicy stanowej Perth, leżąca pomiędzy Pingelly i Wagin przy autostradzie Great Southern Highway. W 2006 liczba mieszkańców wynosiła 4238.
Pierwsi osadnicy europejscy pojawili się na terenach w pobliżu Narrogin w 1835, a samo miasto zostało oficjalnie założone w 1897. Do lat 70. XX wieku miasto było ważnym węzłem kolejowym w Australii Zachodniej.
W sensie administracyjnym, Narrogin stanowi odrębną jednostkę samorządu lokalnego pod nazwą Gmina Narrogin (Town of Narrogin). Niezależnie od gminy istnieje też hrabstwo Narrogin, którego władze mają siedzibę na terenie miasta, jednak ono samo do niego nie należy.